# Victoria Lund
Victoria Ahrenkiel Lund (født 5. september 2004 i Køge) er en cykelrytter fra Danmark, der senest kørte for Team Rytger p/b Carl Ras.

## Karriere
Victoria Lund begyndte med at cykle hos Køge Cykel Ring. I 2020 skiftede hun til Team Rytger.
Lund blev i august 2018 ved ungdoms-DM i Tune dansk U15-mester i linjeløb. Samme år blev hun på bane dansk U19-mester i 2 km forfølgelsesløb.
Ved DM i landevejscykling 2020 blev hun dansk juniormester i linjeløb og enkeltstart. Ved linjeløbet havde juniorerne samkørsel med elitekvinderne. To uger før vandt hun ungdomsrækken ved Randers Bike Week. I løbsserien DCU Ladies Cup 2020 vandt hun første afdeling, blev samlet nummer tre, og vandt ungdomskonkurrencen.